# (3638) Davis
(3638) Davis es un asteroide perteneciente al cinturón de asteroides, descubierto el 20 de noviembre de 1984 por Edward Bowell   desde la Estación Anderson Mesa (condado de Coconino, cerca de Flagstaff, Arizona, Estados Unidos).

## Designación y nombre
Designado provisionalmente como 1984 WX. Fue nombrado Davis en honor al astrofísico estadounidense Donald R. Davis.